# Zingende kaars

Een simpele weergave van een "zingende kaars",
Onderdelen:
Een lichtgevoelige weerstand
Een luidspreker
Een versterker

Een zingende kaars is een elektroakoestische installatie, waarbij de bewegingen van een kaarsvlam omgezet worden in geluid. De geluidsgolven beïnvloeden op hun beurt de kaars door middel van een luidspreker.
Mogelijk kan wegens het labiel evenwicht (chaotisch systeem) een soort telepathisch effect waargenomen worden, waarbij de gedachten van de waarnemer de kaars lijken te beïnvloeden.

## Trivia
Zie de De zingende kaars voor het Suske en Wiske album.